# Clitoria fragrans
Clitoria fragrans är en ärtväxtart som beskrevs av John Kunkel Small. Clitoria fragrans ingår i släktet Clitoria, och familjen ärtväxter. Inga underarter finns listade i Catalogue of Life.